# Odontopera briela
Odontopera briela is een vlinder uit de familie spanners (Geometridae). De wetenschappelijke naam van deze soort is voor het eerst geldig gepubliceerd in 1937 door Debauche.
De soort komt voor in tropisch Afrika.